# خورخه پرونا
خورخه پرونا (انگلیسی: Jorge Perona؛ زادهٔ ۱ آوریل ۱۹۸۲) بازیکن فوتبال اهل اسپانیا است.
از باشگاه‌هایی که در آن بازی کرده‌است می‌توان به باشگاه فوتبال هرکولس، باشگاه فوتبال بارسلونا سی، باشگاه فوتبال رئال اویدو، باشگاه فوتبال بارسلونا بی، و باشگاه ورزشی تنریف اشاره کرد.
وی همچنین در تیم‌های ملی فوتبال زیر ۱۶ سال اسپانیا، زیر ۱۷ سال اسپانیا، و زیر ۱۸ سال اسپانیا بازی کرده‌است.